# Wauregan, Connecticut
Wauregan, Connecticut (енгл. Wauregan) насељено је место без административног статуса у америчкој савезној држави Конектикат.

## Демографија
По попису из 2010. године број становника је 1.205, што је 120 (11,1%) становника више него 2000. године.
| Група             | 2000.       | 2010.         |
| Белци             | 993 (91,5%) | 1.050 (87,1%) |
| Афроамериканци    | 14 (1,3%)   | 16 (1,3%)     |
| Азијати           | 6 (0,6%)    | 12 (1,0%)     |
| Хиспаноамериканци | 42 (3,9%)   | 76 (6,3%)     |
| Укупно            | 1.085       | 1.205         |